# Eschbronn
Eschbronn è un comune tedesco di 2 122 abitanti, situato nel land del Baden-Württemberg.